# Westerlauwers Fries

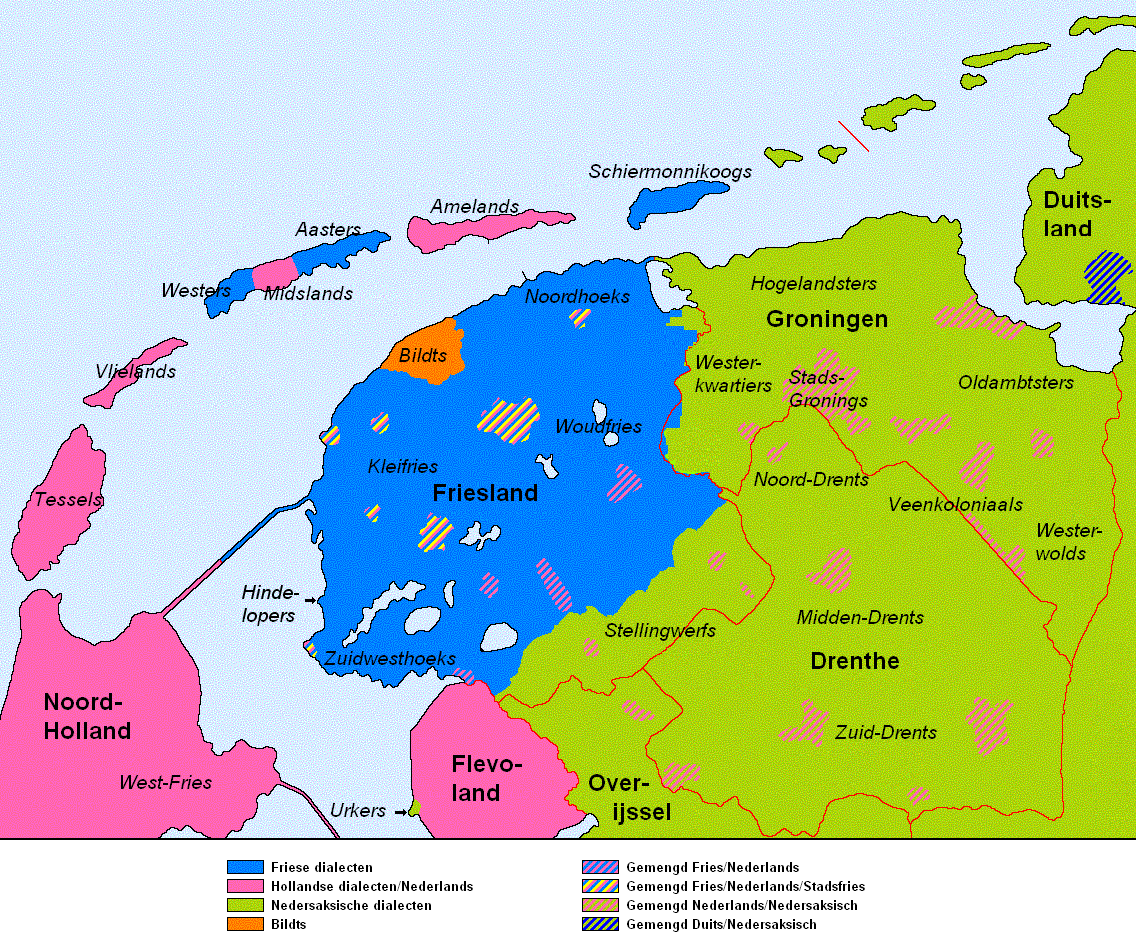
De taalsituatie in Noord-Nederland

Westerlauwers Fries (kortweg Fries, in het Fries: Frysk) is een van de drie levende Friese talen  en wordt hoofdzakelijk gesproken in de Nederlandse provincie Friesland en in enkele dorpen van het Westerkwartier van de provincie Groningen. 
Tot in de late middeleeuwen werd een variant van het Westerlauwers Fries ook in delen van Noord-Holland gesproken: op Texel en Wieringen, in West-Friesland en in Waterland.
Net als de in Duitsland gesproken Noord-Friese dialecten en het Saterfries, stamt het huidige Fries af van het Oudfries. Deze taal vertoonde sterke overeenkomsten met het Oudengels, waarvan sommige nog steeds zijn terug te vinden in het moderne Fries. 
Het Oudfries en het Oudengels worden samen met het Oudsaksisch tot de groep Noordzeegermaanse of Ingveoonse talen gerekend. Binnen deze groep vertonen het Oudfries en het Oudengels een dermate sterke gelijkenis dat soms van een Anglo-Friese subgroep wordt gesproken.
Het Westerlauwers Fries is genetisch nauw verwant aan de andere moderne Friese varianten, maar deze hebben zich apart van elkaar ontwikkeld, waardoor niet of slechts in beperkte mate sprake is van wederzijdse verstaanbaarheid tussen de talen onderling. Naast het Standaardfries kent het Westerlauwers Fries verschillende dialecten. Enkele daarvan zijn voor sprekers van de standaardtaal lastig te verstaan, omdat ze dichter bij het Oudfries staan. Het Stadsfries wordt tegenwoordig beschouwd als een Nederlands ("Hollands") dialect met een Fries substraat.

## Status
De Wet van 2 oktober 2013, houdende regels met betrekking tot het gebruik van de Friese taal in het bestuurlijk verkeer en in het rechtsverkeer (Wet gebruik Friese taal) bepaalt dat de officiële talen in de provincie Friesland het Nederlands en het Fries zijn.

## Standaardfries
Op basis van het Kleifries en Woudfries is het Standaardfries ontwikkeld, dat als onderwijs- en bestuurstaal in Friesland wordt gebruikt. Deze standaardtaal berust op oude schrijftaaltradities, die in de Middeleeuwen vooral voor rechtsteksten in gebruik waren en daarna nog enige tijd voor literair werk. In het begin van de 19de eeuw begon de herleving van deze traditie. De spellingsregels voor dit Standaardfries zijn verschillende keren hervormd, voor het laatst met de afkondiging van de Steatestavering (Statenspelling) door de Friese Provinciale Staten in 1980.
De Nederlandse staat heeft het Standaardfries in 1956 als tweede "rijkstaal" erkend. Als autochtone minderheidstaal geniet de taal bescherming onder het Europees Handvest voor regionale talen of talen van minderheden. Ook is het Fries, naast het Nederlands, officiële taal in de provincie Friesland. Fries is in het basisonderwijs een verplicht lesvak, waarbij overigens aan scholen ontheffing kan worden verleend (die aan een op de vijf scholen is toegekend). De prestatienormen en de eindtermen voor het vak 'Fries' zijn vrijgelaten zodat de onderwijsinspectie daarop geen controle uitoefent. Fries wordt als taal op de meeste scholen niet systematisch geleerd. Friese taal- en letterkunde is wel een keuzevak waarin examen kan worden gedaan op de havo en in het vwo. Tot in de jaren negentig van de vorige eeuw werd Fries ook aangeboden aan de Universiteit van Leiden en aan de Vrije Universiteit. Aan de Universiteit van Amsterdam ging dat iets langer door tot het werd opgeheven in 2006. Uiteindelijk was dan één academische studierichting Fries overgebleven, aan de Rijksuniversiteit Groningen, maar ook die verloor haar zelfstandigheid, in 2013. Een hoogleraarschap Fries in breder taal- en cultuurverband is ervan overgebleven ten behoeve van andere studierichtingen waarbinnen Fries als bijvak in het curriculum is opgenomen. Fries wordt in die zin ook door een aantal universiteiten buiten Nederland aangeboden. Het Noord-Fries is een master studierichting aan de universiteit van Kiel. Aan de Noordelijke Hogeschool Leeuwarden bestaat een HBO studie "master leraar Fries".

## Dialecten
Het Fries is onder te verdelen in de volgende dialecten:
1. Kleifries (in de Kleistreek) het klei- en veenweidegebied vanaf Workum tot voorbij Leeuwarden
2. Woudfries (in de Friese Wouden) ten zuidoosten van de lijn Dokkum - Heerenveen
3. Noordhoeks dit wordt gesproken in het gebied tussen de Waddenzee en de lijn Engwierum-Dokkum-Birdaard
4. Zuidwesthoeks (in de Zuidwesthoek) ten zuiden van de lijn Workum - Heerenveen
5. Hindeloopers (in Hindeloopen)
6. Aasters en Westers (op resp. Oost- en West-Terschelling)
7. Schiermonnikoogs of Eilanders (op Schiermonnikoog)

De dialecten 1 en 2 zijn de Friese hoofddialecten die algemeen en ook in onderlinge communicatie gebruikt worden en zich wel van elkaar onderscheiden in hun uitspraak, maar steeds minder in hun woordenschat. Dialect 3 lijkt sterk op het Kleifries. De dialecten 6 en 7 zijn nagenoeg uitgestorven als gemeenschapstaal, 5 ondergaat sterke invloed van het omringende 4, dat zich op zijn beurt steeds meer aanpast aan een algemener Fries taalgebruik. Het dialect van Molkwerum (Molkwar), nabij Hindeloopen, werd door de 'romantische' taalkundigen uit de eerste helft van de 19de eeuw beschouwd als de meest oorspronkelijke vorm van het Fries, waaraan de moderne taalveranderingen, die het huidige Fries zijn gaan kenmerken, nog ontbreken. Tegenwoordig wordt dit dialect, voor zover nog gebruikt, beschouwd als een conservatieve vorm van het Zuidwesthoeksters.

## Klankleer

### Klinkers
| Symbool | Voorbeeld | Voorbeeld   | Voorbeeld             |
| IPA     | IPA       | orthografie | Nederlandse vertaling |
| [i]     | [vit]     | wyt         | wit                   |
| [iː]    | [tiːt]    | tiid        | tijd                  |
| [ɪ]     | [sɪt]     | sit         | zit                   |
| [eː] 1  | [seː]     | see         | zee                   |
| [ɛ]     | [lɛt]     | let         | laat                  |
| [ɛː] 2  | [fɛːst]   | fêst        | vast                  |
| [ə]     | [də]      | de          | de                    |
| [a]     | [axt]     | acht        | acht                  |
| [aː]    | [aːd]     | aard        | aard                  |
| [ɔ]     | [gɔt]     | gat         | gat                   |
| [ɔː] 2  | [vɔːd]    | wâld        | woud                  |
| [o]     | [op]      | op          | op                    |
| [oː] 1  | [hoːpjə]  | hoopje      | hopen                 |
| [u]     | [busə]    | bûse        | broekzak              |
| [uː]    | [huːt]    | hûd         | huid                  |
| [y]     | [yt]      | út          | uit                   |
| [yː]    | [dryːf]   | drúf        | druif                 |
| [ø]     | [pøt]     | put         | put                   |
| [aɪ]    | [maɪ]     | mei         | mee                   |
| [iə]    | [iən]     | ien         | één                   |
| [oə]    | [oər]     | oar         | ander                 |
| [yə]    | [nyət]    | nuet        | tam                   |
| [øə]    | [frøən]   | freon       | vriend                |
| [øy]    | [strøyə]  | struie      | strooien              |
| [ui]    | [bluiə]   | bloeie      | bloesem               |
| [oəi]   | [moəi]    | moai        | mooi                  |
| [aːi]   | [kaːi]    | kaai        | sleutel               |

### Medeklinkers
| b | ch | d    | f | g    | h | j | k | l | m | n | p | r | s | sj | t | tsj | v | w       | x  | y | z |
| b | x  | d, t | f | g, ɣ | h | j | k | l | m | n | p | r | s | sj | t | tsj | v | v, f, w | ks | j | z |

## Aantal sprekers
In Friesland spraken in 2004 ongeveer 440.000 mensen Fries, van wie zo'n 350.000 als moedertaal. Er is geen recent onderzoek naar hoeveel mensen wereldwijd een van de varianten van het Fries kunnen spreken. In een publicatie uit 1976 werd dat aantal geschat op ongeveer 700.000. In 2009 zou het in de Friese taalgebieden gaan om 467.000 sprekers. Maar de buiten die taalgebieden wonende Friestaligen zijn daar dan weer niet bij inbegrepen.
Migratie van Friestalige plattelanders naar de (niet-Friessprekende) Friese steden (gevolgd door taalassimilatie van de daarop volgende generatie), en migratie van Friese stedelingen zowel als van niet-Friezen naar vooral het Friese platteland, hebben processen op gang gebracht waardoor het percentage inwoners van Friesland dat het Fries als huistaal hanteerde tussen de jaren 1950 en begin jaren 1980 afnam van 71% tot 59%.
Uit overigens niet door andere taalwetenschappers bevestigd onderzoek van taalwetenschapper Geert Driessen (Radboud Universiteit Nijmegen) bleek dat het percentage 'Friespraters' gestaag afnam tussen 1994 en 2014, ten gunste van het Nederlands. Hij meldde in 2016 dat aantal van degenen die Fries als hun dominante taal gebruiken terugliep en dan met name wat betreft de jongere generaties 'Friespraters'. Zij spraken tussen 1994 en 2014 binnen het gezin Fries, teruglopend van 48% naar 32% en buiten het gezin, teruglopend van 44% naar 22%. Het percentage ouders dat onderling Fries sprak, zakte in die periode van 58% naar 35%. Volgens Driessen zal er daarom 'over twee generaties weinig meer van over' zijn. Ook het Nederlands zou volgens hem verdwijnen maar het nog een paar generaties langer uithouden dan het Fries. In zijn woorden gaat 'alles naar het Engels.' De getallen die Driessen in zijn onderzoek vond, wijken overigens aanzienlijk af van die welke de provincie op grond van haar onderzoekingen presenteert. Ook die geven een verlies voor het Fries te zien maar in veel mindere mate. Zo laat het jongste onderzoek (ook uit 2016), gehouden door de Fryske Akademy, zien dat het aantal kinderen dat in het gezin Fries spreekt minder sterk afneemt en nog steeds tussen 45 en 55% ligt. Taal yn Fryslân 1980 en 1994 en de Taalatlassen van 2007, 2011, 2015 en 2019 laten een stabiel percentage van circa 65-75% zien omtrent het kunnen spreken van Fries.

## Alfabet
Het Westerlauwers Fries wordt geschreven met het Latijnse alfabet, maar het Fries heeft maar 24 letters (de Q en de X worden in de hedendaagse spelling van het Fries niet gebruikt). Het Fries kent ook een paar lettertekens die worden gevormd door op een van de bovenstaande letters een accent circonflexe, een accent aigu te plaatsen.

## Verwante talen
Onder de levende talen heeft het Westerlauwers de nauwste verwantschap met de beide andere Friese talen, Saterfries en Noord-Fries.
Sinds de 16e eeuw wordt in de voornaamste Friese steden minder Fries gesproken, maar zijn daar Nederlandse dialecten op basis van een Fries substraat gevormd, bekend onder de naam Stadsfries. Deze taal was het Hollands van een nieuwe ambtenarenklasse dat gaandeweg werd overgenomen en zich steeds meer aanpaste als zogenaamd Stadsfries aan de Nederlandse standaardnormen. Dat geldt niet in alle elf steden, bijvoorbeeld niet in de kleinste: Hindeloopen (Hylpen), Workum (Warkum) en IJlst (Drylts), waar men altijd Fries is blijven spreken, in Hindeloopen in een van de omgeving afwijkende variant. Taalvarianten op basis van een Fries substraat, die tot het Nederlands gerekend worden, spreekt of sprak men ook op het Bildt, op Ameland en in het dorp Midsland op Terschelling. De vrijwel verdwenen Friese dialecten van Schiermonnikoog (de Pôle), de dorpen West-Terschelling (West-Skylge of kortweg West) en Oosterend (Aast) op Terschelling, van Molkwerum (Molkwar) en van Hindeloopen (Hylpen) zijn archaïsche vormen van het Fries.
Voor het Gronings gelden historische overeenkomsten met het Fries. Tot in de 16de eeuw werd in de Groninger Ommelanden Oosterlauwers-Fries gesproken. Daarna ging men over op een Nedersaksische taalvariant die echter veel Friese woorden en naamgevingen bewaarde. Daarnaast vertoont het West-Fries, dat in Noord-Holland gesproken wordt ook een onmiskenbaar Fries substraat. In de historische dialectologie wordt dit West-Fries in verband gezien met het Waterlands en de dialecten van enkele Zuid-Hollandse kustplaatsen zoals Katwijk en Scheveningen. In deze varianten vindt men weliswaar taalhistorische overeenkomsten met het Fries, maar ze zijn vanaf de 16de eeuw zodanig verhollandst dat ze nu niet meer als Fries kunnen gelden.
Het Fries is van alle continentale Europese talen het meest verwant met het oude Engels dat tussen de 5de en 7de eeuw door de Angelsaksen van de tegenwoordig Nederlandse en Duitse Noordzeekusten naar Groot-Brittannië werd gebracht. Fries- en Engelstaligen gebruiken de klinkercombinatie (diftong of tweeklank) ea waar Nederlandstaligen de enkelvoudige gerekte klank oo hanteren (beam-(hef)boom, ear-oor, brea(d)-brood, hear-hoor, bean-boon, lead-lood, dea(d)-dood). Deze klank komt uit de Oud-Germaanse -au- voort. Friestaligen gebruiken de klinkercombinatie ie/ee waar Nederlandstaligen de aa gebruiken zoals in died/deed - daad). De ch/tsj-uitspraak in het Engels en het Fries wordt in het Nederlands als k uitgesproken (tsiis/cheese - kaas, tsjerke/church - kerk). Veel woorden vertonen een Fries-Engelse samenhang, bijvoorbeeld: tsiis-cheese, tosk-tusk, kaai-key, tegearre-together, doar-door, knyft-knife en dei-day. In de nu nauwelijks meer gebruikte woordenschat van de traditionele landbouw en veeteelt komen tussen het Engels en Fries veel overeenkomstige termen en aanduidingen voor. Daarnaast zijn vogelnamen als ljurk (lark), hauk (hawk), ljip (lapwing), swan (swan) en dierennamen als hoars/hynder (horse), foks (fox), frosk (frog) en skiep (sheep) herleidbaar, de laatste zelf in de meervoudsvorm (skiep/sheep).

## Voorbeelden
Een voorbeeld van het Fries (Beluisterⓘ):
Bûter, brea en griene tsiis; (Boter, roggebrood en groene kaas)

wa't dat net sizze kin, is gjin oprjochte Fries. (wie dat niet kan zeggen, is geen oprechte Fries.)
Deze spreuk werd naar verluidt door de Friese aanvoerder Grutte Pier (Grote Pier) tijdens de oorlog tussen Friesland en de hertog van Saksen, misschien ook al veel eerder, in de vetes met Holland als sjibbolet gebruikt om te onderscheiden of iemand wel werkelijk een Fries was. Men merke op dat de voor de hand liggende vertaling van brea met brood niet (meer) voor het moderne Fries geldt, omdat brood daarin met bôle wordt aangegeven, terwijl brea tot roggebrood beperkt is. Bij de Tsjonger was om krompraters te traceren een ander sjibbolet in gebruik:
Ien twa trije, hynder oan 'e leie

Fjouwer fiif seis, altiten underweis

Acht njoggen tsien, Frysk foar eltsenien

Er bestaan meer manieren om te testen of iemand de klanken van het Fries goed beheerst. Wie zich voldoende zeker van zichzelf voelt, kan bij de slager vragen om "rea rikke rierreljirre" — letterlijk vertaald: rood gerookt rookvlees van een eenjarig rund. De moeilijkheid zit hem in de diftong rea en de wisselende medeklinkercombinatie /rj/ en /lj/. Een andere testcase is "lytse Ljouwerter strjitstientsjes" - vertaald: kleine Leeuwarder straatsteentjes. Subtiele klankonderscheidingen bestaan in de reeks: (ik) wit (weet), wyt (wit), wiid (wijd) en wiet (nat), waarin de ie achtereenvolgens bij benadering als Nederlands als "i", "ie", gerekt als "ie-e" en als diftong "ie-je" wordt uitgesproken. Een ander voorbeeld van dalende (u-o) en stijgende (o-a) diftongen, samen met klankbrekingen (steane als ee-je en stiet als ie-je of ook wel ji) in één zinsverband is "De skuon steane efter de doarren yn 'e skuorre dy't neist de skoalle stiet" (de schoenen staan achter de deuren van de schuur die naast de school staat). Het Nederlands kent deze grote variatie van klanken niet.
Een ander voorbeeld is het volkslied: De âlde Friezen.

## Frisisme
Een frisisme is een woord dat of een constructie gevormd naar voorbeeld van het Fries in een andere taal, in het bijzonder in het Nederlands. Een mooi voorbeeld is de Nederlandse krachtterm "Op dat stuit gaf ik hem bruien" of de groet ''A goeie''. Deze 'ontleningen' uit het Fries moeten niet verward worden met 'Fries substraat' zoals dat voortleeft in Groninger en in Noord-Hollandse dialecten. Soms kwam dat vanuit de laatstgenoemde dialecten in het Standaardnederlands terecht. Het in enkele Friese steden gesproken dialect Stadsfries is een opeenstapeling van frisismen. Het wordt daarom ook gekscherend Bokwerders of clowns-Fries genoemd.